# Лаудон, Джон Клодиус
Джон Кло́диус Ла́удон (англ. John Claudius Loudon; 8 апреля 1783[…], Камбесланг — 14 декабря 1843[…], Бейсуотер, Большой Лондон или Лондон) — шотландский ботаник и ландшафтный архитектор. Внёс значительный вклад в ботанику, описав множество видов растений. Его официальная авторская аббревиатура «Лаудон» в переводе означает «Громко». Лаудон первым ввёл в науку термин «дендрарий».

## Биография

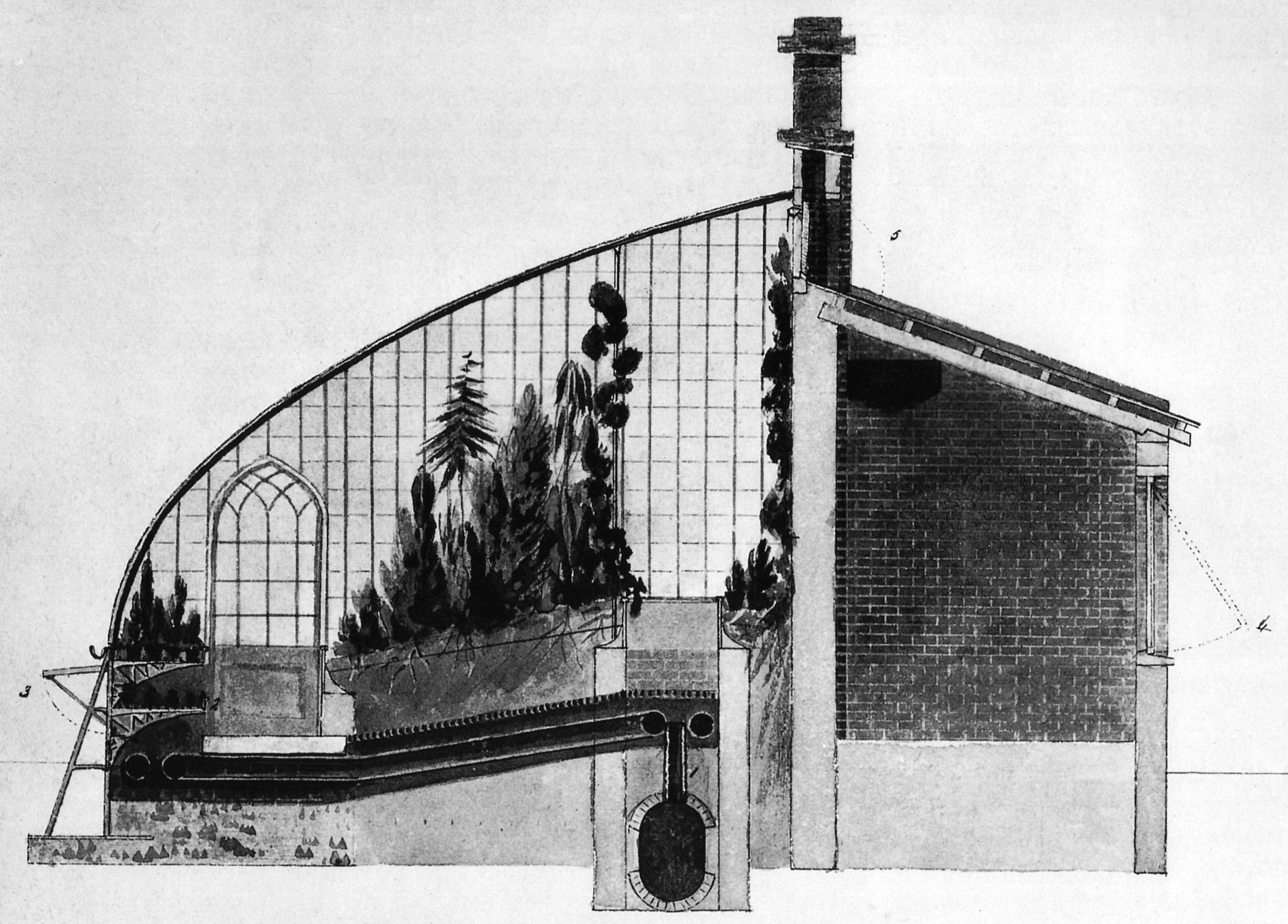
Проект «Зелёного дома» (теплицы для экзотических растений). 1818

Джон Клодиус Лаудон родился 8 апреля 1783 года в семье фермера. Поэтому уже в юности приобрел практические знания о растениях и земледелии. В молодости изучал химию, ботанику и сельское хозяйство в Эдинбургском университете.
Примерно в 1803 году Лаудон опубликовал в литературном журнале своё раннее эссе под названием «Наблюдения за планировкой общественных мест в Лондоне» (Observations on Laying out the Public Spaces in London). В этой статье он рекомендовал, в частности, ввести «воздушные деревья» вместо ранее использовавшихся деревьев с густой кроной. Он предпринял Гранд-тур по Европе, а также посетил Ближний Восток. В 1806 году Лаудон заболел артритом, в молодости он прихрамывал, но в конце концов стал инвалидом. В 1826 году после неудачной операции по исправлению сломанной руки из-за ревматизма и артрита ему пришлось перенести ампутацию правого плеча. Он научился писать и рисовать левой рукой и нанял рисовальщика для подготовки к изданию своих работ. Он сумел излечиться от пристрастия к опиуму, который сдерживал боль.
В 1808 году генерал Страттон пригласил Лаудона для проектирования и управления его поместьем в Тью-Парке (Tew Park). Там Лаудон смог открыть школу, где молодых людей знакомили с научными основами земледелия и возможностями обработки почвы. Концепция ландшафтного проектирования Лаудона представляла собой модель, сочетающую эффективность и удобство с элегантностью и изысканностью. Для распространения сельскохозяйственных знаний Лаудон опубликовал брошюру под названием «Полезность сельскохозяйственных знаний для сыновей землевладельцев Великобритании и других, написанную шотландским фермером и земельным агентом» (The Utility of Agricultural Knowledge to the Sons of the Landed Proprietors of Great Britain, &c., by a Scotch Farmer and Land-Agent).
После путешествия по Европе в 1813 и 1814 годах Лаудон сосредоточился на улучшении конструкции теплиц и других сельскохозяйственных сооружений. В конце концов он создал конструкцию наклоняемых поверхностей, положение которых можно было менять в зависимости от положения солнца. Лаундон также разработал чертежи домов для промышленных рабочих с солнечным обогревом. В 1815 году он был избран членом-корреспондентом Шведской королевской академии наук.
Лаудон зарекомендовал себя как градостроитель. В работе «Советы по созданию мест для дыхания в метрополисе» (Arbeit Hints for Breathing Places for Metropolis), опубликованной в 1829 году, он обрисовал возможности роста городов с включением зелёных зон. Термин «дендропарк» впервые был использован Лаудоном в книге о деревьях 1838 года.
В 1822 году вышла его первая публикация «Энциклопедия садоводства» (The Encyclopedia of Gardening). После успеха этой книги в 1826 году Лаудон опубликовал «Сельскохозяйственную энциклопедию» (The Encyclopædia of Agriculture). Тогда же он основал журнал «Gardener’s Magazine», первое периодическое издание, посвященное исключительно садоводству. В 1828 году основал журнал естественной истории.
В 1832 году Лаудон представил обществу развёрнутую теорию садоводства под названием «Gardenesque». В этой теории внимание уделялось каждому растению и размещению его в наилучших условиях, чтобы все они могли раскрыть свои особенности. В то время многие были убеждены, что сады не должны имитировать природу, теория «Gardenesque» предложила внедрение в европейские сады экзотических растений.
Лаудон сыграл важную роль в принятии и распространении термина «ландшафтная архитектура» (landscape architecture). Он заимствовал этот термин у Гилберта Лэнга Мезона и опубликовал его в своих энциклопедиях и в книге 1840 года о ландшафтном садоводстве.
Лаудон работал, исходя из убеждения, что общественные улучшения должны осуществляться демократическим путём и не зависеть от благосклонности богатых. Он мечтал о справедливом обществе, в своих социальных и эстетических убеждениях испытал влияние А.-К. Катрмера-де-Кенси.
В 1839 году ему было поручено создать дендрарий в Дерби. Подобные поручения позволили Лаудону практически реализовать принципы, которые он публиковал в своих статьях. Проект дендрария в Дерби послужил образцом для Королевских ботанических садов в Кью.
Лаудон не считал себя практикующим архитектором, однако есть свидетельства того, что в первые годы он иногда выступал в этом качестве. Его архитектурное мышление и его склонность к готическому стилю можно обнаружить в его трактате о формировании, улучшении и управлении загородными резиденциями, а также в эскизах сооружений с контрфорсами, башенками и арочными окнами, которые критики назвали «псевдомавританскими». Позднее, в 1823—1844 годах, Лаудон проектировал жилые дома в Лондоне, в том числе «двухквартирную виллу», в которой сам жил в доме № 3 на Порчестер-Террас.
Лаудон был женат на писательнице Джейн Лаудон (урождённой Джейн Уэбб), коллеге по садоводству и авторе научно-фантастических рассказов, «готических романов» и повестей ужасов, в том числе романа «Мумия! или История двадцать второго века» (1827). Помимо красочного описания технических устройств в 2126 году в романе приведён эпизод оживления египетской мумии, оказавшийся возможным благодаря техническому прогрессу.
В последний год жизни Лаудон опубликовал работу о планировке кладбищ, в которой он выступал за особый садово-парковый стиль, привлекающий общественное внимание. 14 декабря 1843 года Джон Лаудон умер от болезни легких.

## Публикации
- The Encyclopedias of Plants. 1828.
- Hortus Britannicus. 1830.
- The Encyclopedia of Cottage, Farm, Villa Architecture. 1834.
- Arboretum et Fruticetum Britannicum. 1838.
- Suburban Gardener. 1838.
- The Encyclopedias of Trees and Shrubs. 1842.
- On the Laying Out, Planting and managing of Cemeteries. 1843.